# GMC (자동차)
GMC는 미국의 자동차 제조 업체 제너럴 모터스가 1912년부터 생산하기 시작한 북아메리카 및 중동 지역에서 전개하고 있는 상용차 및 라이트 트럭, SUV의 상표다. 1902년에 설립되고 1909년에 제너럴 모터스에 인수된 래피드 모터 비이클 컴파니(Rapid Motor Vehicle Company)가 전신이다.
대한민국에는 6.25 전쟁 이후 불하받은 미군용 트럭인 CCKW를 통해 브랜드가 널리 알려졌으며, "제무시"라는 별칭으로 불렸다. 2023년 2월에 쉐보레 실버라도의 형제차인 GMC 시에라를 시작으로 대한민국에 정식 진출했으며, 대한민국 시장에는 처음으로 풀 사이즈급 픽업 트럭을 정식으로 판매한다.

## 같이 보기
- 제너럴 모터스